# Steve Kelly
R. Steven Kelly (* 26. Oktober 1976 in Vancouver, British Columbia) ist ein kanadischer Eishockeyspieler, der bis Oktober 2009 beim HDD Olimpija Ljubljana in der Österreichischen Eishockey-Liga unter Vertrag stand.

## Karriere
Nach drei Jahren mit den Prince Albert Raiders in der Western Hockey League wurde Kelly von den Edmonton Oilers im NHL Entry Draft 1995 ausgewählt. Er blieb noch ein Jahr in Prince Albert und glänzte dort mit über 100 Scorerpunkten.
Ab der Saison 1996/97 spielte er für die Oilers, wurde aber meist im Farmteam eingesetzt. Auch nach seinem Wechsel Ende 1997 zu den Tampa Bay Lightning änderte sich das nicht. Seine Reise durch die NHL führte ihn zu den New Jersey Devils und den Los Angeles Kings, doch nirgendwo schaffte er den Sprung zum Stammspieler. Kelly absolvierte insgesamt 163 Spiele in der National Hockey League und erzielte zwölf Tore. 
2004 wechselte der Stürmer von den Manchester Monarchs aus der AHL zum deutschen Rekordmeister der Deutschen Eishockey Liga, den Adler Mannheim. Ein Jahr später wechselte Kelly dann zum Erzrivalen der Adler, zum deutschen Meister von 2004, den Frankfurt Lions. Grund dafür war die Suspendierung Kellys nach einer Auseinandersetzung mit dem damaligen Adler-Trainer Stéphane Richer. In Frankfurt unterschrieb der kanadische Stürmer mit der Nummer 19 einen Einjahresvertrag.
Im Sommer 2007 wechselte er zu den Minnesota Wild, konnte sich dort jedoch nicht im Trainingscamp durchsetzen und musste in die American Hockey League zu den Houston Aeros, dem Farmteam der Wild.
Vor der Saison 2008/09 wechselte Kelly zu den Columbus Blue Jackets, konnte sich dort aber wie im Vorjahr nicht für den NHL-Kader qualifizieren und begann die Saison beim Farmteam der Blue Jackets, den Syracuse Crunch in der AHL. Zum Beginn der Saison 2009/10 spielte Kelly beim HDD Olimpija Ljubljana in der Österreichischen Eishockey-Liga. Nach einer Verletzung früh in der Spielzeit lösten die Slowenen den Vertrag im Oktober aus finanziellen Gründen auf.

## Erfolge und Auszeichnungen
- 2004 Teilnahme am AHL All-Star Classic

## Statistik
(Stand: Ende der Saison 2008/09)